# Дороманский стиль

Капелла Карла Великого в Ахене

Дороманское искусство и архитектура — период в европейском искусстве, промежуточный между поздней античностью и романским искусством. Его временные рамки определяются от королевства Меровингов (конец V века) и до начала романского периода в XI веке. Термин «дороманский» преимущественно используется для архитектуры и монументальной скульптуры.

## Особенности стиля
Основной темой в течение этого периода был процесс смещения и поглощения классических средиземноморских и христианских форм германскими, создание на их основе интересных новых форм, что в результате привело к началу периода романского искусства в XI веке. В частности, в строительстве церквей появилось много новых форм, которые в период романского стиля и готики стали стандартами, например клуатр, «ложное» и «настоящее» средокрестие, два вида крестопоклонной, вестверк, церковные башни.
На линии развития средневекового искусства дороманскому искусству предшествовало искусство периода миграций «варварских» народов: гиберно-саксонское Британских островов и преимущественно меровингское искусство континентальной Европы.

## Региональные особенности

### Вестготская и Остготская архитектура
- Мавзолей Теодориха в Равенне
- Сан Педро де ла Наве в Саморе

### Архитектура эпохи Меровингов

Баптистерий Венаска. Характерное использование античных колонн разных ордеров

- Баптистерий в Пуатье
- Крипта в Жуарре[фр.]
- Баптистерий Венаска[фр.]

### Лангобардская архитектура
- Оратория Санта-Мария-ин-Валле[англ.] в Чивидале-дель-Фриули
- Ротонда-ди-Сан-Лоренцо в Мантуе
- Аббатство Пиона[англ.] в Лекко
- Ротонда Св. Фомы[итал.] в Альменно-Сан-Бартоломео
- Базилика Сан-Винченсо-ин-Прато[англ.] в Милане
- Аббатство в Нонантоле[англ.]

### Архитектура эпохи Каролингов
- Надвратная капелла Лоршского монастыря
- Монастырь Райхенау
- Капелла Карла Великого в Ахене
- Церковь Жерминьи-де-Пре[фр.]
- Церковь св. Михаэля в Фульде[нем.]
- Вестверк аббатства Корвей
- Церковь Св. Йоханесса в Майнце[нем.]
- Церковь Св. Юстина в Хёхсте-на-Майне[нем.]
- Базилика Св. Эйнхарда в Штайнбахе[нем.], Михельштадте
- Монастырь Св. Иоанна в Мюстаире

### Оттонская архитектура

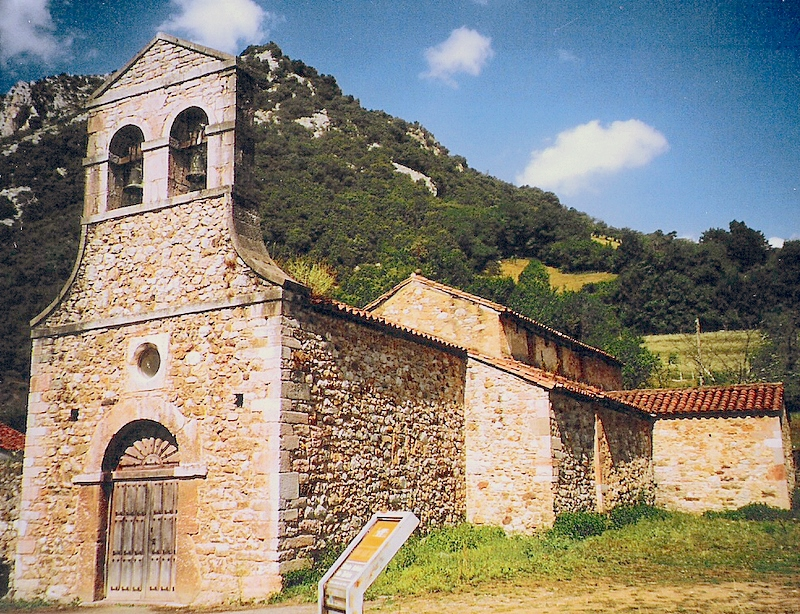
Церковь Санто-Адриано-де-Туньон

- Церковь Св. Михаила в Хильдесхайме
- Церковь Св. Кириака в Гернроде
- Вестверк Эссенского собора
- Випертикирхе в Кведлинбурге[нем.]
- Церковь Св. Пантелеймона в Кёльне

### Астурийскаяархитектура

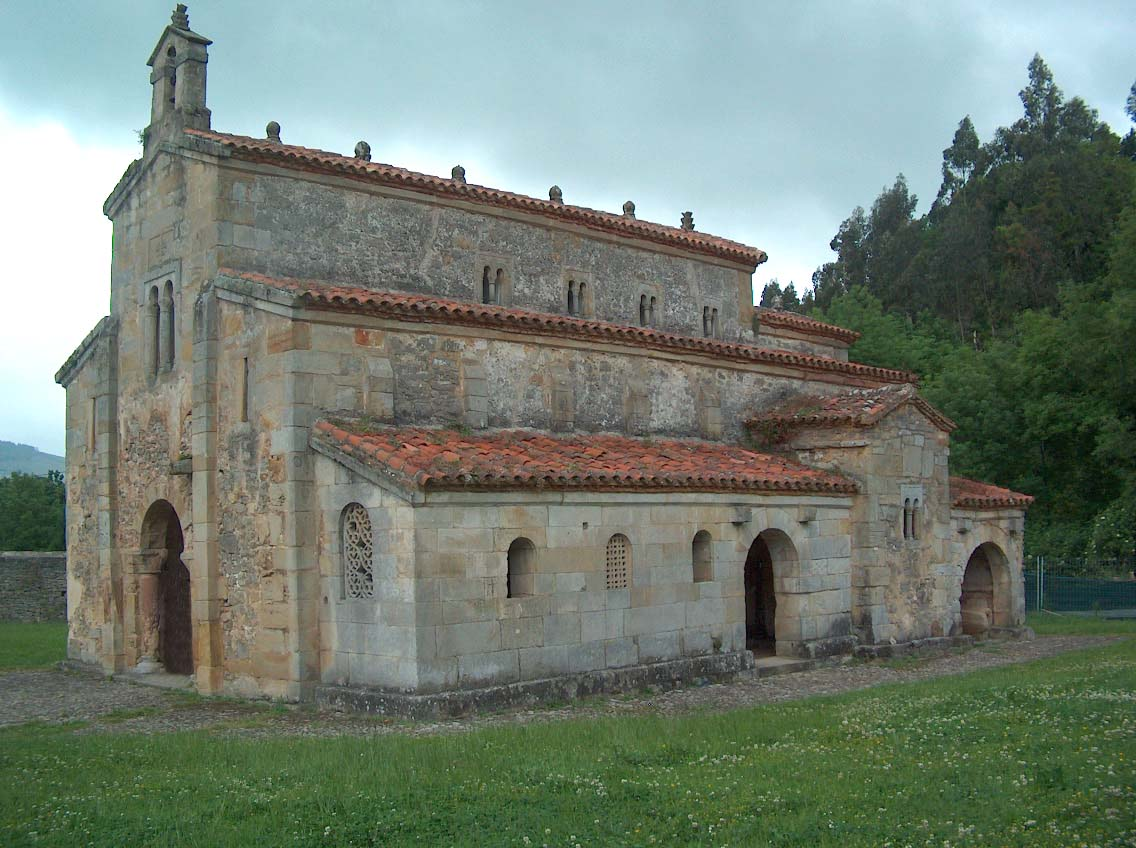
Церковь Сан Сальвадор де Вальдедиос в Вильявисьосе

- Церковь Сан Сальвадор де Вальдедиос в Вильявисьосе
- Церковь Санта-Мария-дель-Наранко близ Овьедо
- Церковь Сан-Мигель-де-Линьо близ Овьедо
- Церковь св. Иоанна Апостола и Евангелиста в Правие
- Церковь Санто-Адриано-де-Туньон в Санто-Адриано

### Дороманский стиль в Хорватии
В VII в. хорваты, другие славянские и аварские племена пришли в Далмацию. Первые хорватские церкви строились в качестве королевских часовен и испытывали на себе сильное влияние позднеантичной архитектуры. Постепенно это влияние стало ослабевать, что привело к упрощению, изменению форм, а позднее и введению новых элементов.
Здания строились из грубо обработанного камня и в плане были продольными с одним или тремя нефами, как например Церковь Святого Креста в Нине и Церковь Вознесения Господня в Цетине. Самым большим и сложным по исполнению зданием дороманского периода в Хорватии является Церковь Святого Доната в Задаре, построенная в конце VIII - начале IX вв. на фундаменте римского строения.

## Наиболее известные архитектурные памятники

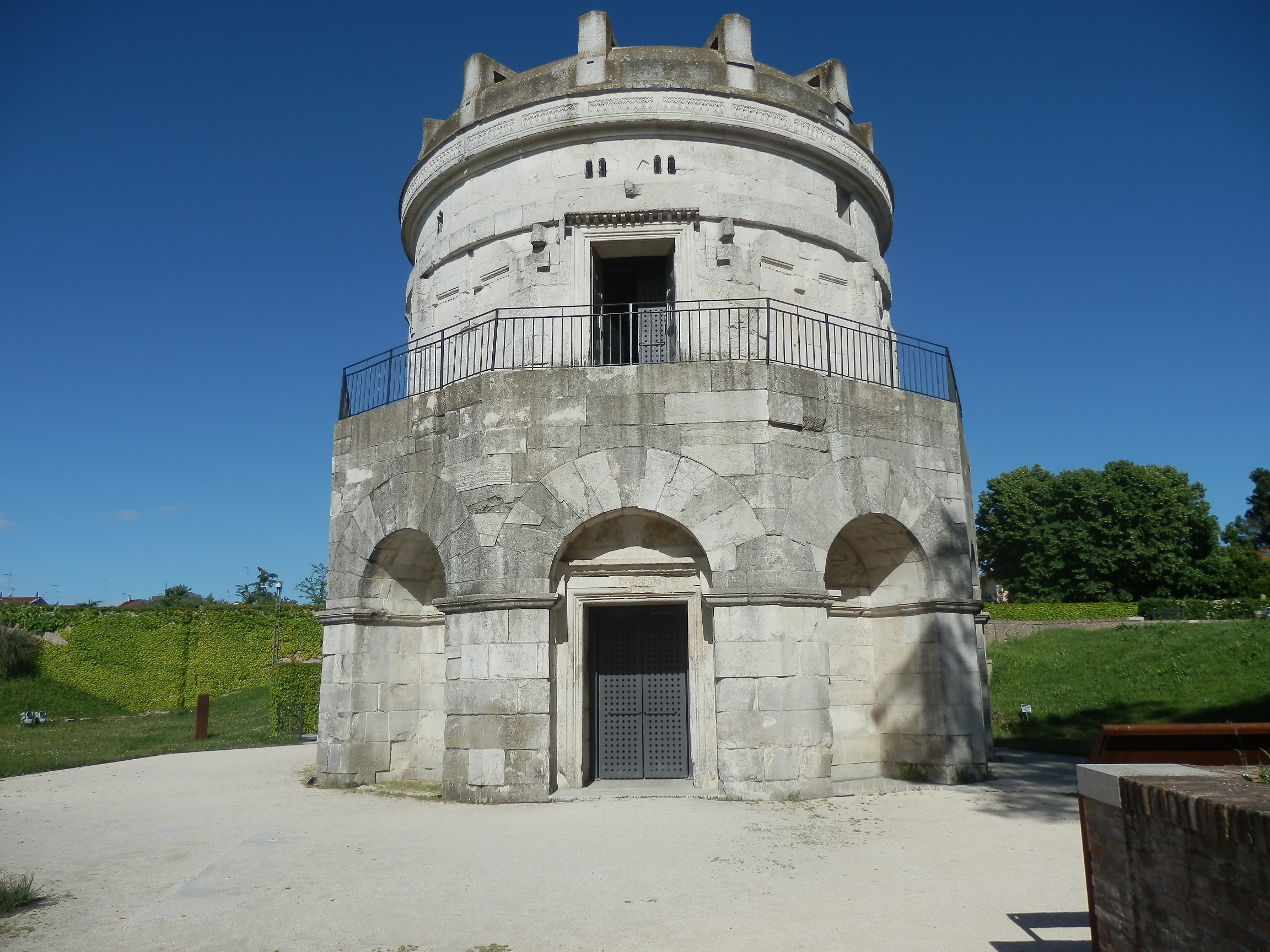
Мавзолей Теодориха, Италия
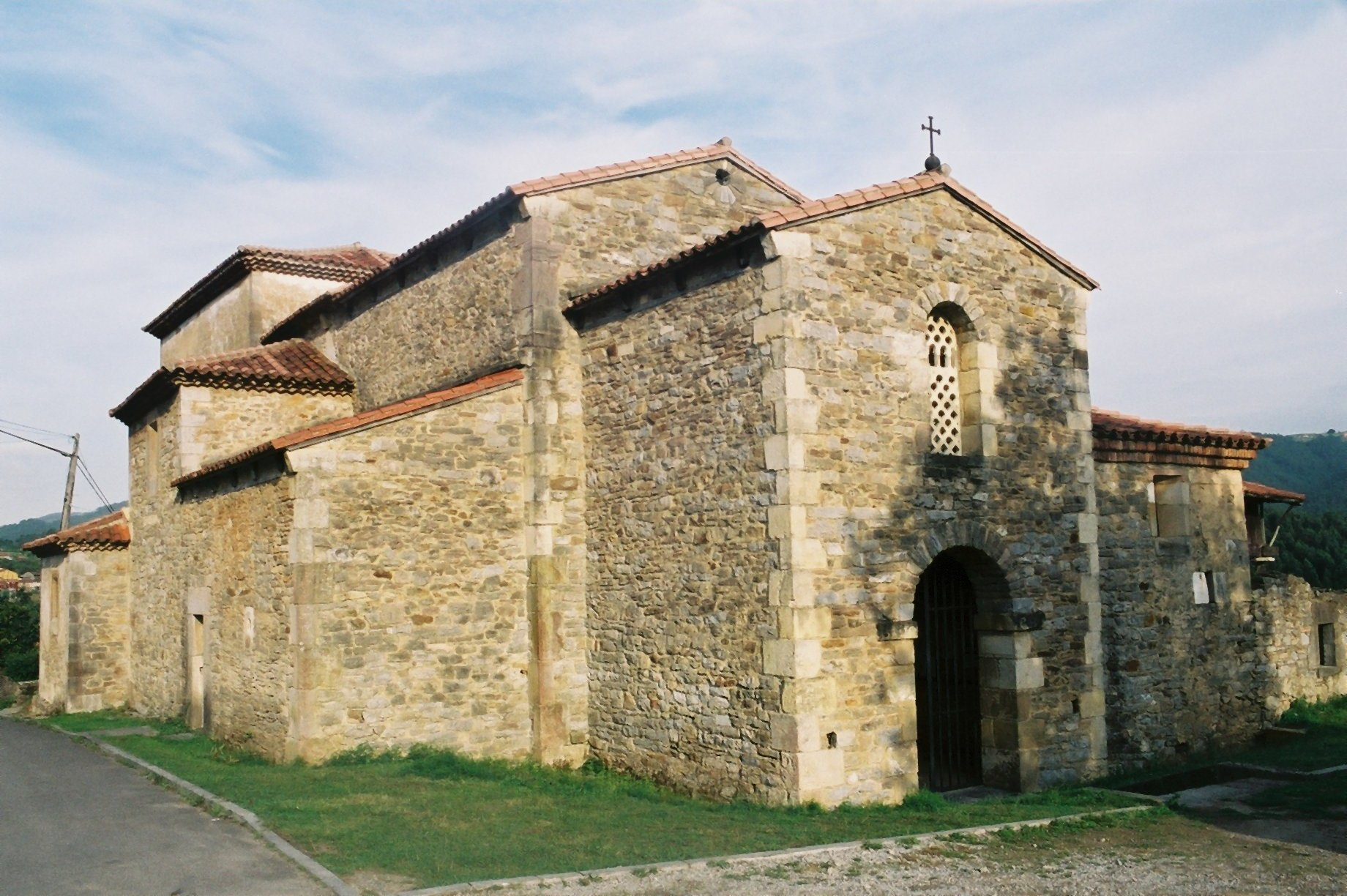
Церковь св. Иоанна Апостола и Евангелиста, Испания
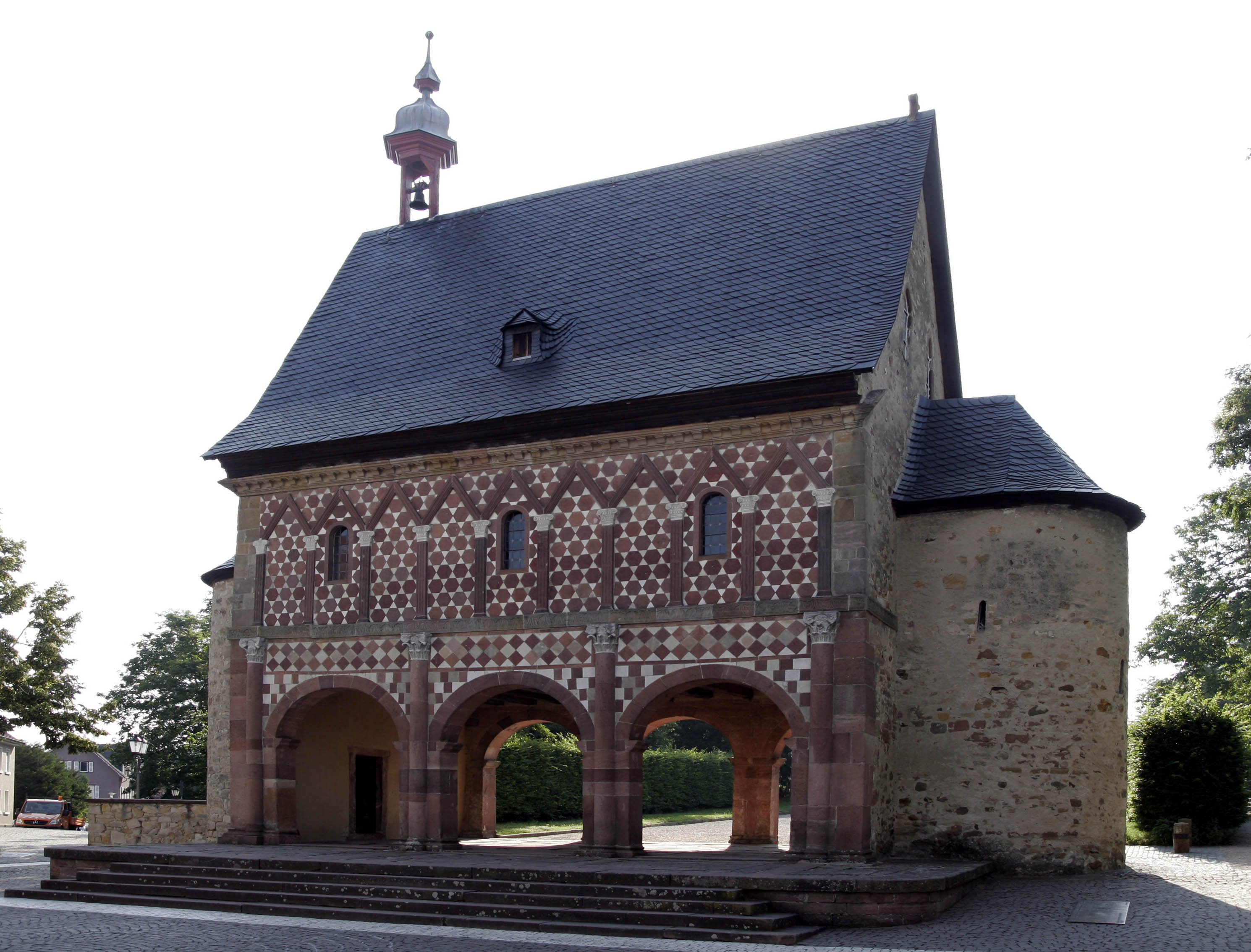
Надвратная капелла Лоршского монастыря, Германия
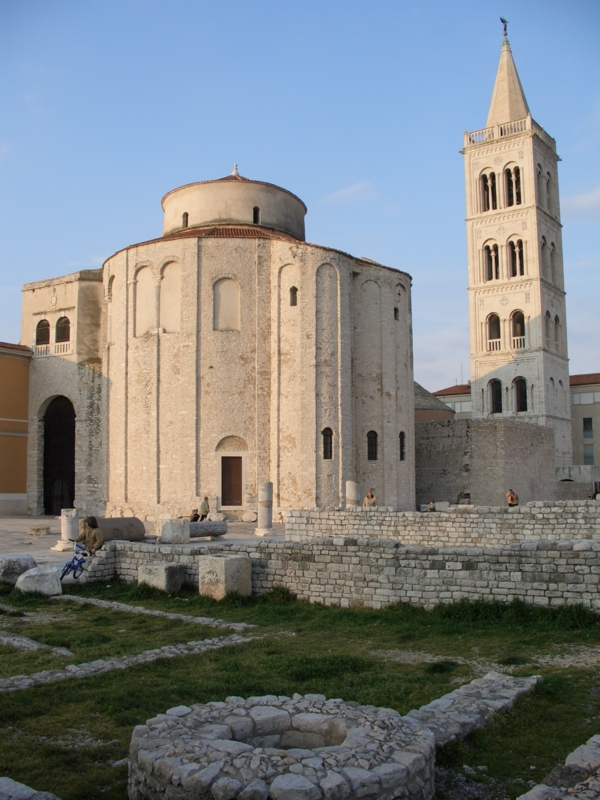
Церковь Святого Доната, Хорватия
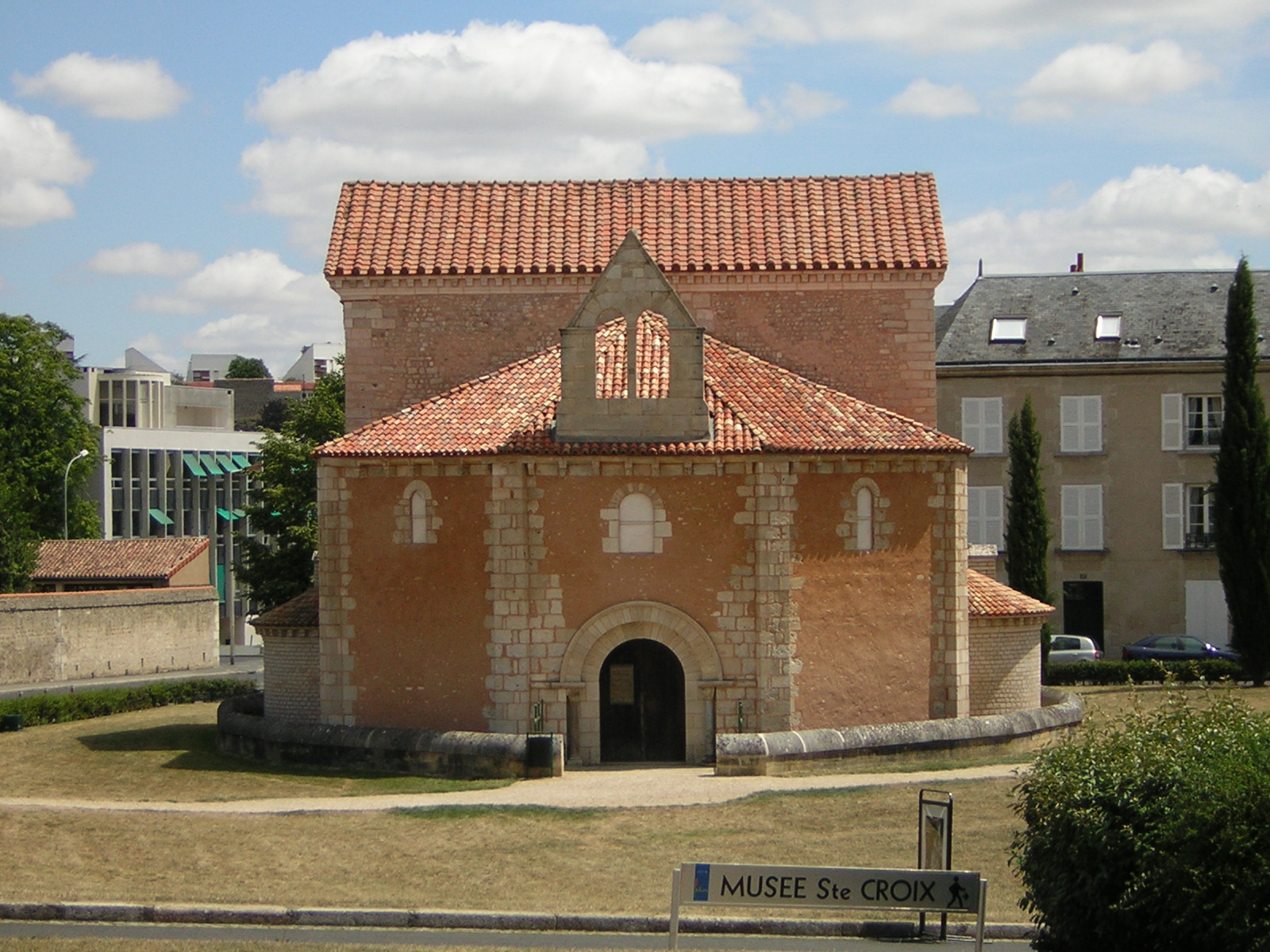
Баптистерий Иоанна Крестителя, Франция
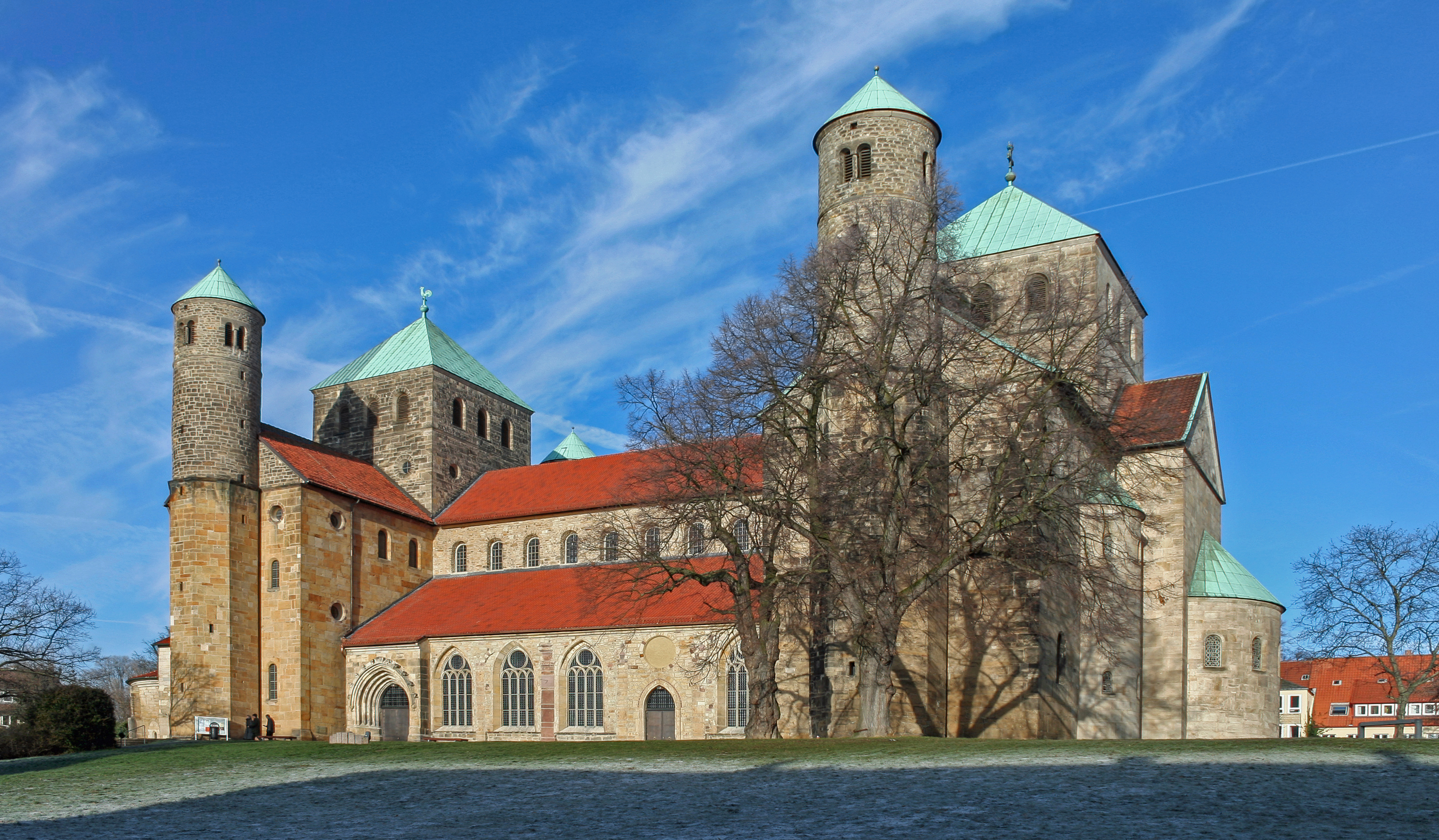
Церковь Св. Михаила в Хильдесхайме, Германия
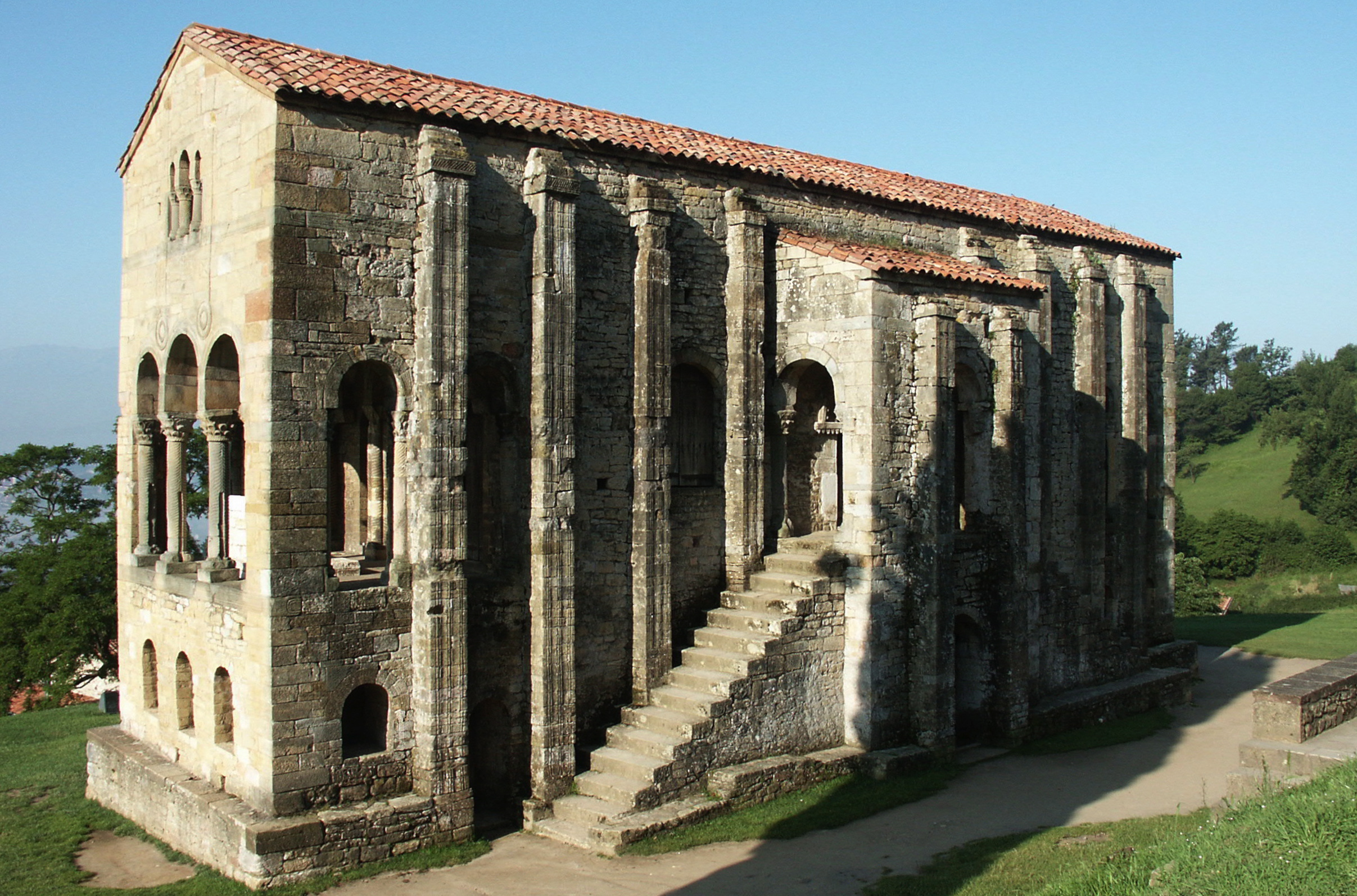
Церковь Санта-Мария-дель-Наранко, Испания
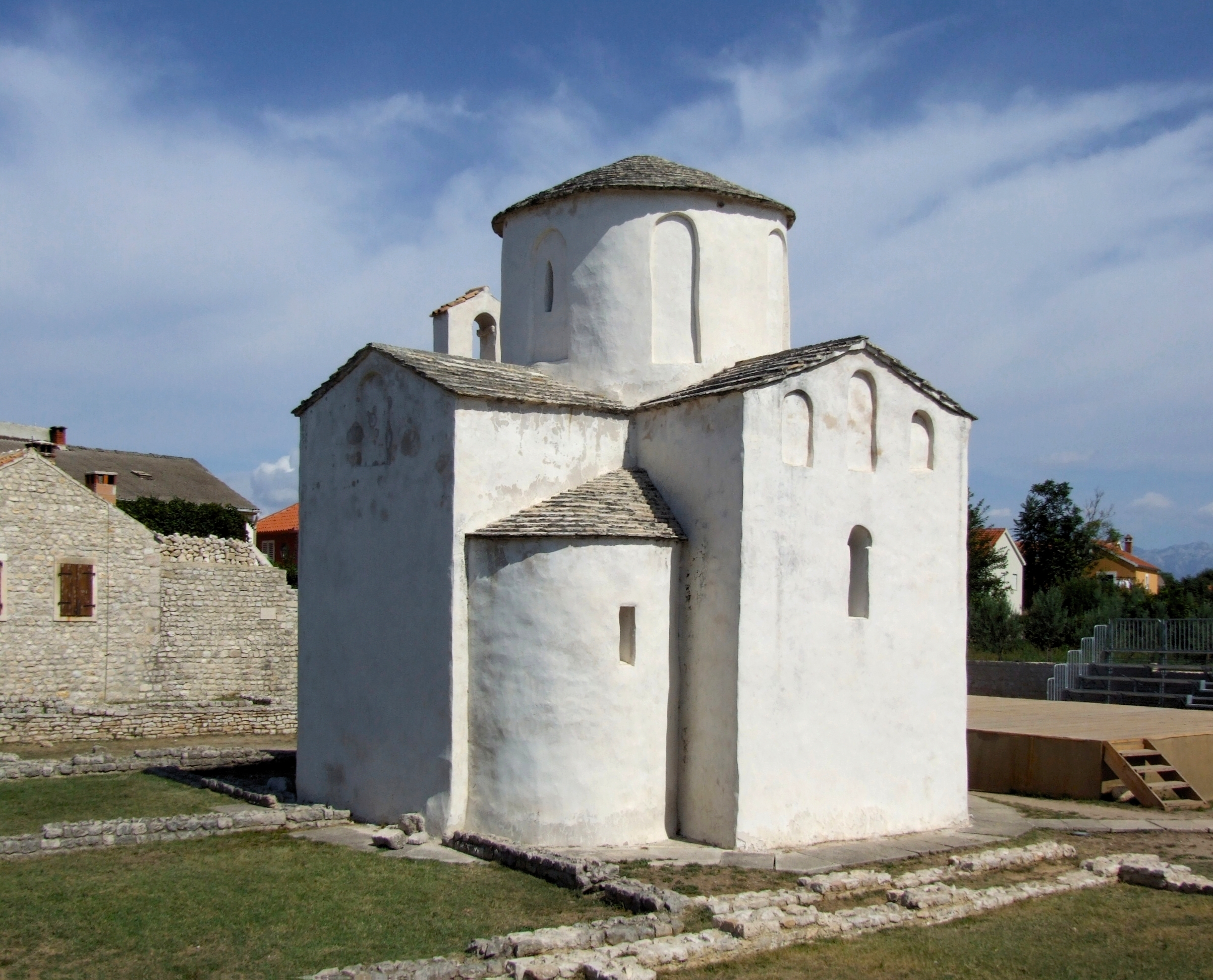
Церковь Святого Креста, Хорватия
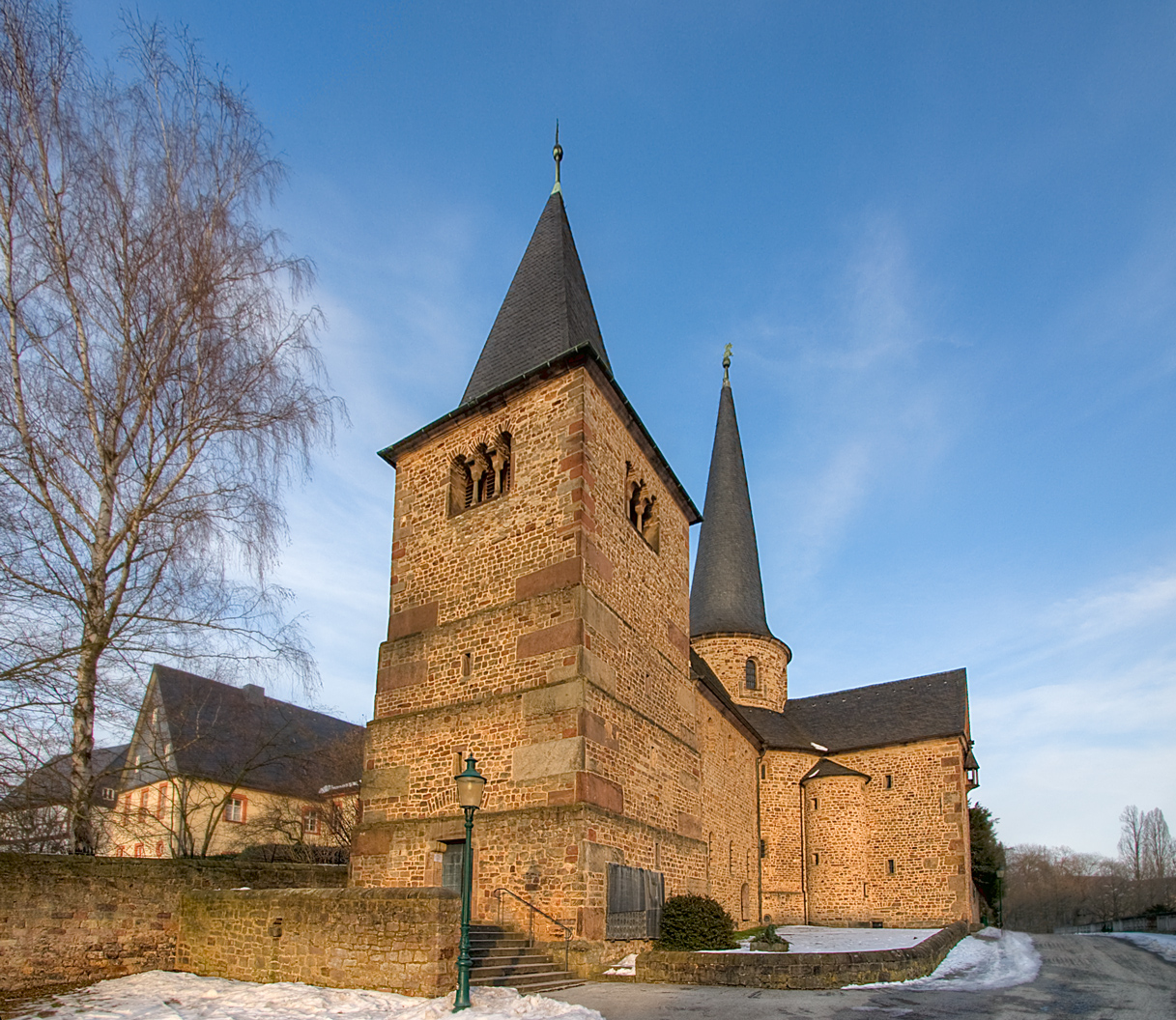
Церковь св. Михаила (Фульда), Германия
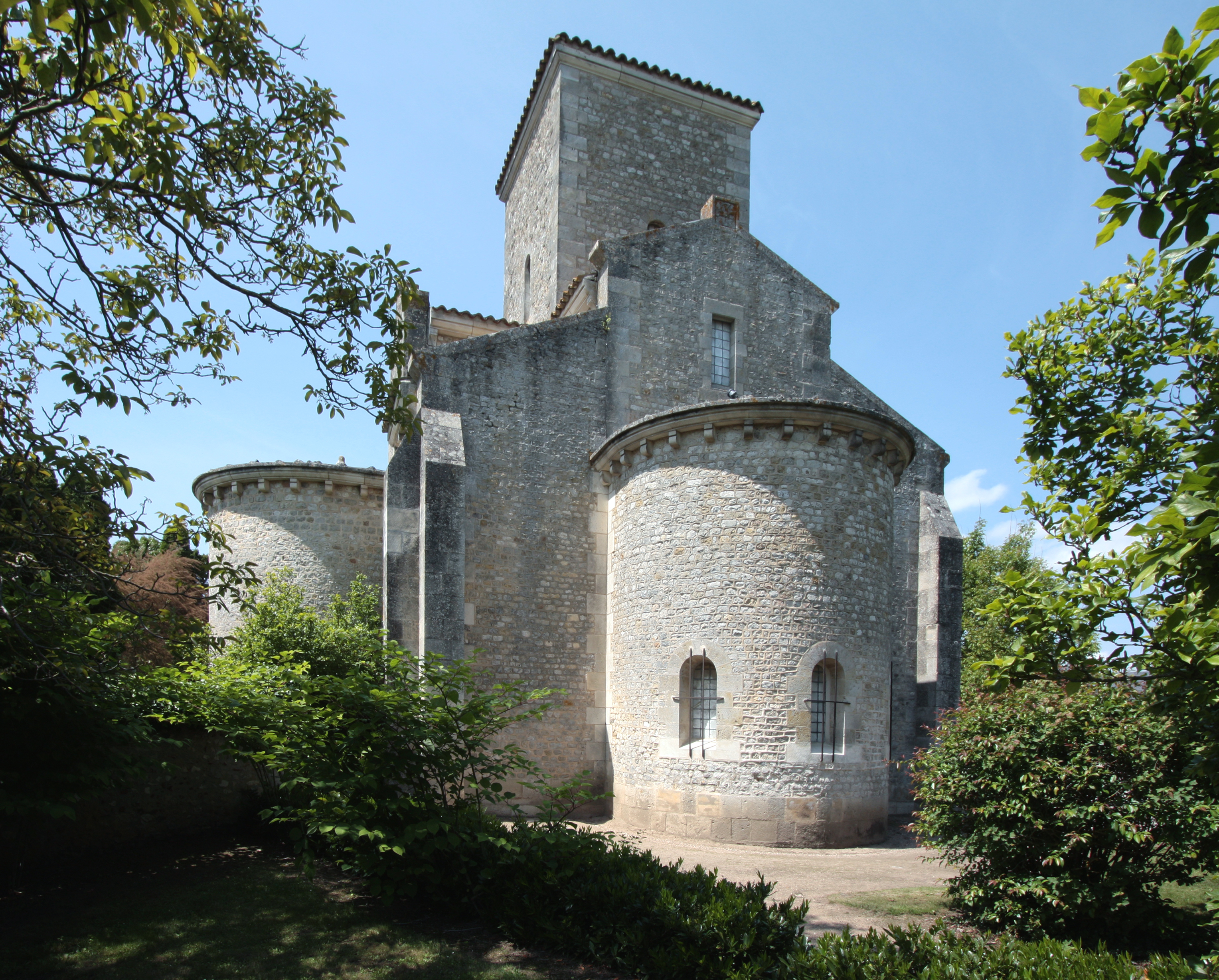
Церковь Жерминьи-де-Пре, Франция
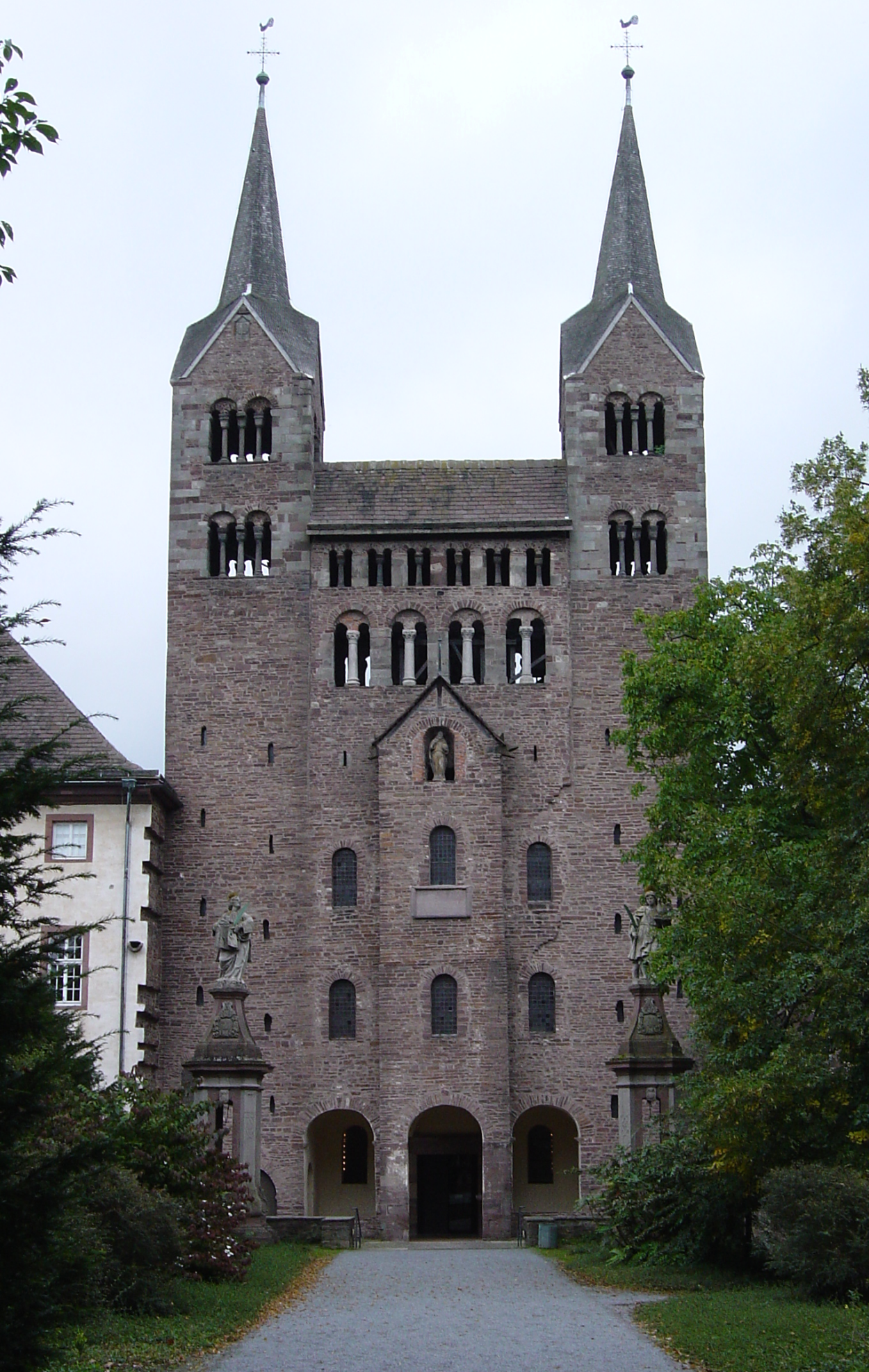
Вестверк аббатства Корвей, Германия
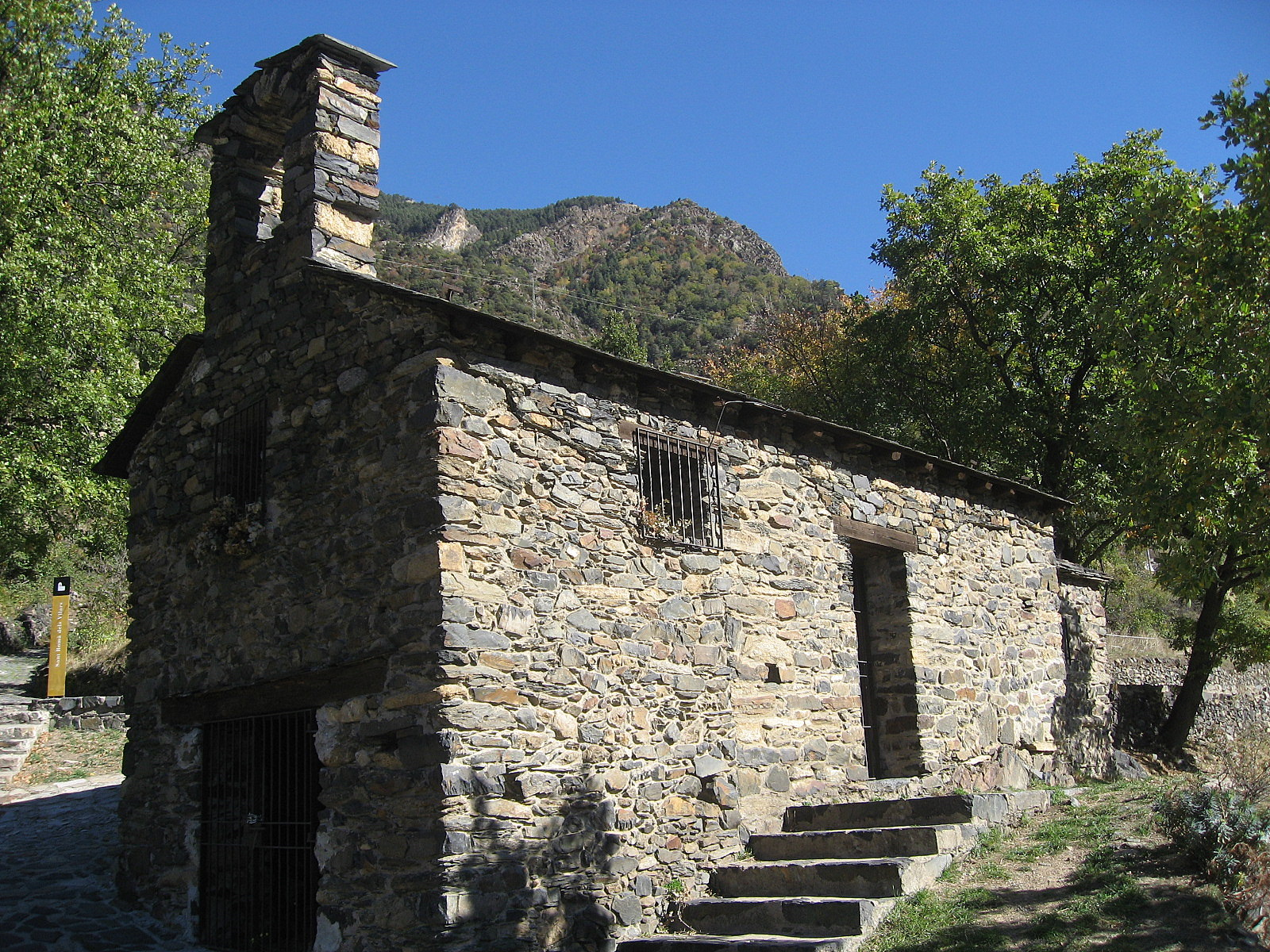
Церковь Сант-Рома-дельс-Виларс, Андорра